# Antipterna assulosa
Antipterna assulosa es una especie de mariposa de la familia Oecophoridae.
Fue descrita científicamente por Turner en 1940.